# Víktor Omeliánovich
Víktor Ivánovich Omeliánovich –en ruso, Виктор Иванович Омельянович– (Dnipropetrovsk, URSS, 13 de abril de 1958) es un deportista soviético que compitió en remo. Su esposa, Mariya Daniliuk, compitió en el mismo deporte.
Participó en los Juegos Olímpicos de Seúl 1988, obteniendo una medalla de plata en la prueba de ocho con timonel. Ganó cinco medallas en el Campeonato Mundial de Remo entre los años 1981 y 1987.

## Palmarés internacional
| Juegos Olímpicos   | Juegos Olímpicos         | Juegos Olímpicos  | Juegos Olímpicos   |
| Año                | Lugar                    | Medalla           | Prueba             |
| ------------------ | ------------------------ | ----------------- | ------------------ |
| 1988               | Seúl (Corea del Sur)     | Medalla de plata  | Ocho con timonel   |
| Campeonato Mundial |                          |                   |                    |
| Año                | Lugar                    | Medalla           | Prueba             |
| 1981               | Múnich (RFA)             | Medalla de bronce | Cuatro con timonel |
| 1982               | Lucerna (Suiza)          | Medalla de bronce | Ocho con timonel   |
| 1985               | Malinas (Bélgica)        | Medalla de oro    | Ocho con timonel   |
| 1986               | Nottingham (Reino Unido) | Medalla de plata  | Ocho con timonel   |
| 1987               | Copenhague (Dinamarca)   | Medalla de plata  | Cuatro con timonel |